# Simulium ransikiense
Simulium ransikiense är en tvåvingeart som beskrevs av Takaoka 2003. Simulium ransikiense ingår i släktet Simulium och familjen knott. Inga underarter finns listade i Catalogue of Life.